# 锡加韦
锡加韦（法語：Sigavé）是位于南太平洋的法国海外集体领地瓦利斯和富图纳的三个王国之一（其它两个王国是乌韦阿和阿洛）。首府是利瓦。

## 行政区划
锡加韦王國涵蓋富圖納島西部三分之一區域。锡加韦王国构成1个区，下辖6个市。

## 外部资料
- Area figures （页面存档备份，存于）
- Map: Lonely Planet （页面存档备份，存于）
- Map: Everyculture （页面存档备份，存于）
- 世界旗帜网（FOTW）的Flag of Sigave